# Il castello dei destini incrociati
Il castello dei destini incrociati è un breve romanzo fantastico d'Italo Calvino pubblicato nel 1969.

## Storia editoriale
L'opera è stata pubblicata per la prima volta nel 1969 nel volume Tarocchi - Il mazzo visconteo di Bergamo e New York; viene ripubblicata nel 1973 in un'edizione che contiene anche il successivo romanzo breve La taverna dei destini incrociati, libro questo che porta il titolo del primo romanzo contenuto: Il castello dei destini incrociati.
Il testo narrativo è accompagnato, quasi ad ogni pagina, da riproduzioni di carte dei Tarocchi, in varie combinazioni dalle quali lo scrittore fa scaturire diversi racconti. Si tratta dunque di un'opera di letteratura combinatoria. Le storie nascono da 
(Italo Calvino)
Nell'intrecciarsi delle vicende e dei personaggi è possibile riconoscere con chiarezza riferimenti a precedenti testi letterari, primo fra tutti l'Orlando furioso, che fu a lungo oggetto di studio e di rielaborazione da parte di Calvino.

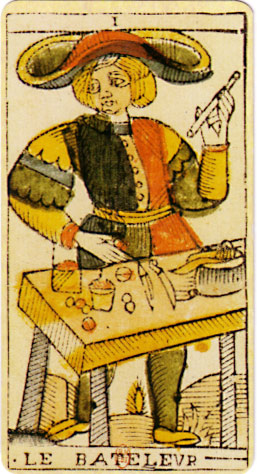
Il Bagatto, il primo degli arcani maggiori nel mazzo di Tarocchi di Marsiglia.

Calvino afferma che l'idea alla base del meccanismo narrativo di un primo racconto gli venne dopo aver assistito ad un seminario internazionale tenutosi ad Urbino e in particolare a seguito dell'intervento di Paolo Fabbri Il racconto della cartomanzia e il linguaggio degli emblemi, anche se gli argomenti trattati furono un semplice spunto per il successivo sviluppo dell'opera. Tuttavia la difficoltà insita nel progetto ideato da Calvino, costituito da continui intrecci tra i simboli dei tarocchi del mazzo cosiddetto di Marsiglia, usato come spunto narrativo del primo in ordine cronologico dei due racconti, lo fece quasi desistere.
La taverna dei destini incrociati quindi rimane incompiuto fino a quando l'autore non riprende in mano il progetto, a seguito dell'incarico ricevuto dall'editore Franco Maria Ricci di comporre un racconto che corredasse il libro: Tarocchi. Il mazzo visconteo di Bergamo e New York.
Dice Calvino: 
(Italo Calvino)
Si tratta dunque di una costruzione narrativa elegante e preziosa che, mentre si ricollega agli studi di Vladimir Propp e Claude Lévi-Strauss, rinnova i modelli usati da Boccaccio, Cervantes, Hoffmann e altri autori che, come scrive Alberto Arbasino, "hanno scelto di racchiudere le loro novelle, a gruppi, dentro un'ampia e distesa cornice conviviale".
Calvino afferma di essere stato tentato di scrivere un terzo racconto che avrebbe potuto avere il titolo Il motel dei destini incrociati, ambientata in un futuro postapocalittico in cui, alcuni scampati ad un misterioso disastro, narrano muti le loro storie utilizzando come ausilio visivo i frammenti di alcune storie a fumetti. Avendo tuttavia esaurito l'interesse per l'esperimento narrativo, non diede mai seguito all'idea avuta.

## Trama
I due racconti che compongono l'edizione del 1973, Il castello dei destini incrociati e La taverna dei destini incrociati, partono dalle medesime premesse: alcuni viandanti, attraversando un bosco, raggiungono un castello/una taverna dove si fermano a banchettare; qui si avvedono di aver perso l'uso della parola, e decidono quindi di raccontarsi le reciproche avventure facendo ricorso ad un mazzo di tarocchi che l'oste ha messo a loro disposizione. 
Poggiando sul tavolo le varie carte in sequenza si ottengono diverse narrazioni per diverse disposizioni. Tutti i racconti sono legati gli uni agli altri dalle stesse carte già posate sul tavolo e s'intrecciano narrando eventi, luoghi e storie completamente distinti. La particolarità è che, narrata una storia, e interpretata in modo del tutto individuale da ciascuno dei protagonisti, è possibile sviare da un percorso narrativo per seguire nuove strade e nuovi filoni. È possibile che una stessa sequenza di carte rappresenti storie diverse a seconda che la si legga dall'inizio oppure dalla fine; a ciò allude il narratore quando fa dire ad Orlando: «Lasciatemi così. Ho fatto tutto il giro e ho capito. Il mondo si legge all'incontrario. Tutto è chiaro».
La narrazione è ricca di riferimenti e citazioni ad altre opere e ai loro personaggi tra i quali il dottor Faust, Orlando e Astolfo, Elena di Troia, Parsifal, Edipo, Amleto, Lady Macbeth, Justine.

## Edizioni
- Italo Calvino, Tarocchi. Il mazzo visconteo di Bergamo e New York, 1 ed., Franco Maria Ricci, 1969.
- Italo Calvino, Il castello dei destini incrociati, Einaudi, 1973,  pp. 128, cap. 16, ISBN 88-06-37895-3.
- Italo Calvino, Il castello dei destini incrociati, Mondadori, 1994,  pp. 128, cap. 16, ISBN 978-88-04-39027-5.